# Cycas thouarsii
Cycas thouarsii é uma espécie de cicadófita do género Cycas da família Cycadaceae, nativa do Quénia, Tanzânia, Moçambique, Comores, Madagáscar e Seicheles. Esta espécie tem importância ornamental.